# Grenier de la ville de Besançon
Le grenier municipal de Besançon ou grenier d'abondance de Besançon est un bâtiment de style néo-classique du XVIIIe siècle, situé place de la Révolution, dans le centre historique de Besançon (Doubs).
Inscrit aux monuments historiques depuis 1929, puis 1933, il héberge successivement un grenier à blé municipal, l'école nationale d'horlogerie, l'Académie royale de peinture et de sculpture, puis le conservatoire de musique de Besançon jusqu'en 2013.

## Histoire
L'édifice est réalisé de 1720 à 1726, à la même période que le magasin de Sel de Besançon, suivant les plans de Jean-François Charron, professeur de mathématiques, et par l'architecte militaire Isaac Robelin. Extension d'un grenier à blé de l’Hôtel de ville de Besançon, du 27 rue des Boucheries, devenus trop exigu, il avoisine le musée des beaux-arts et d'archéologie de Besançon et le temple du Saint-Esprit de Besançon.

Place de la Révolution
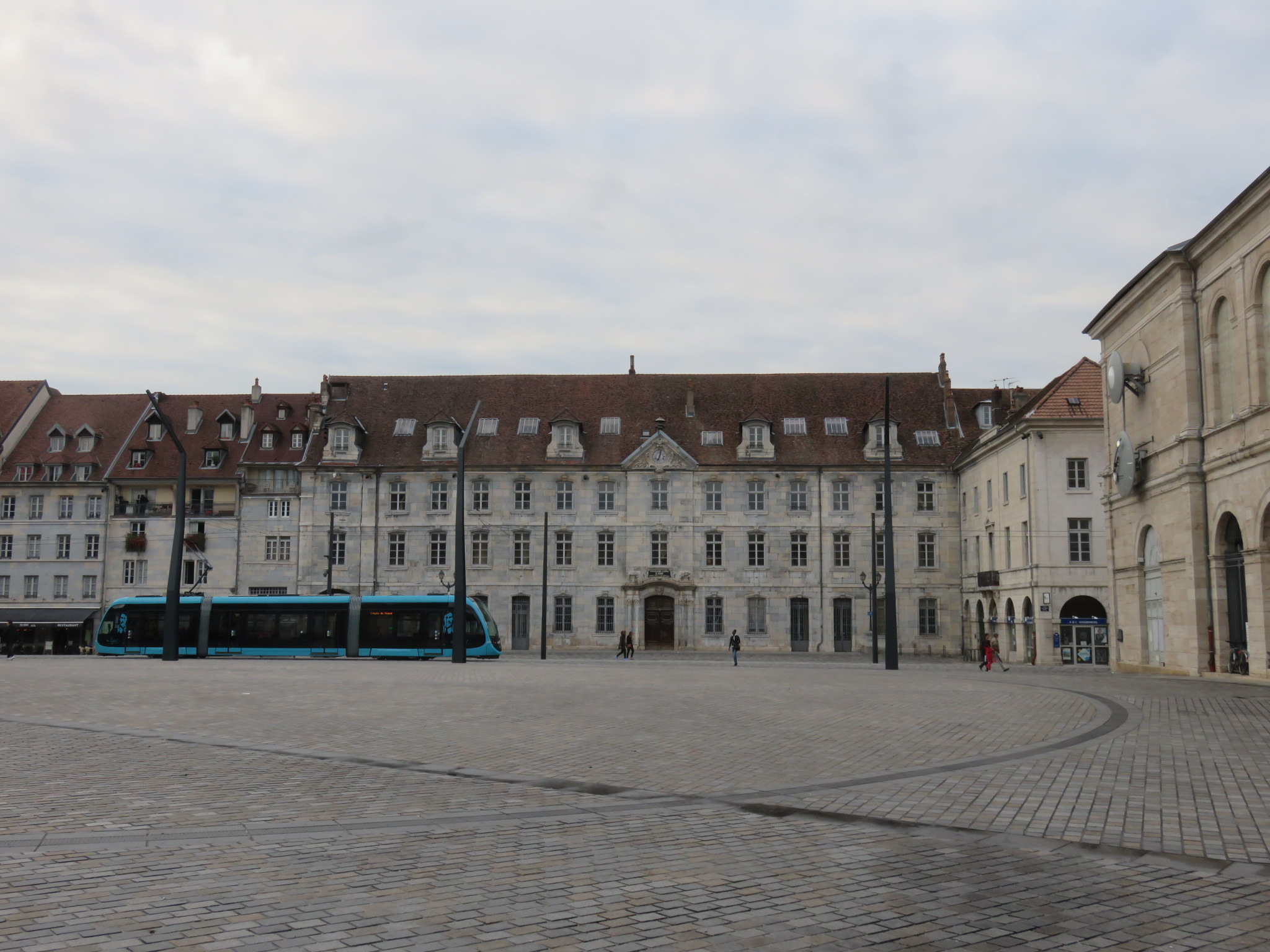
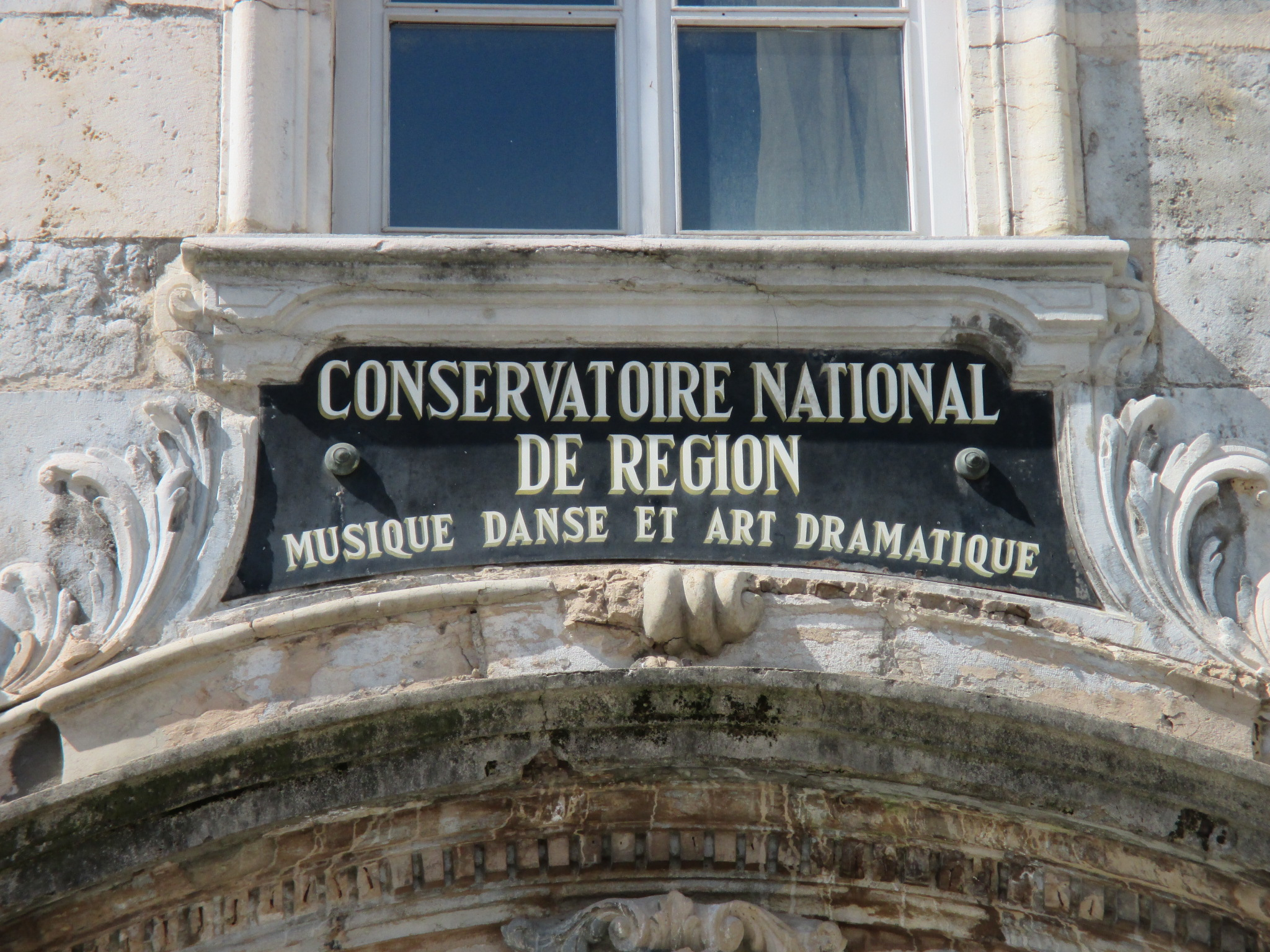

Dans les années 1860 pour les besoins de l’industrie horlogère en plein essor (Histoire de l'horlogerie à Besançon), l'École nationale d'Horlogerie est créée dans le bâtiment, jusqu'à son transfert en 1933 dans le nouveau lycée Jules-Haag Art déco de l'avenue Villarceau, voisin de la Chambre de commerce et d'industrie du Doubs.

27 quai Vauban de la Boucle du Doubs
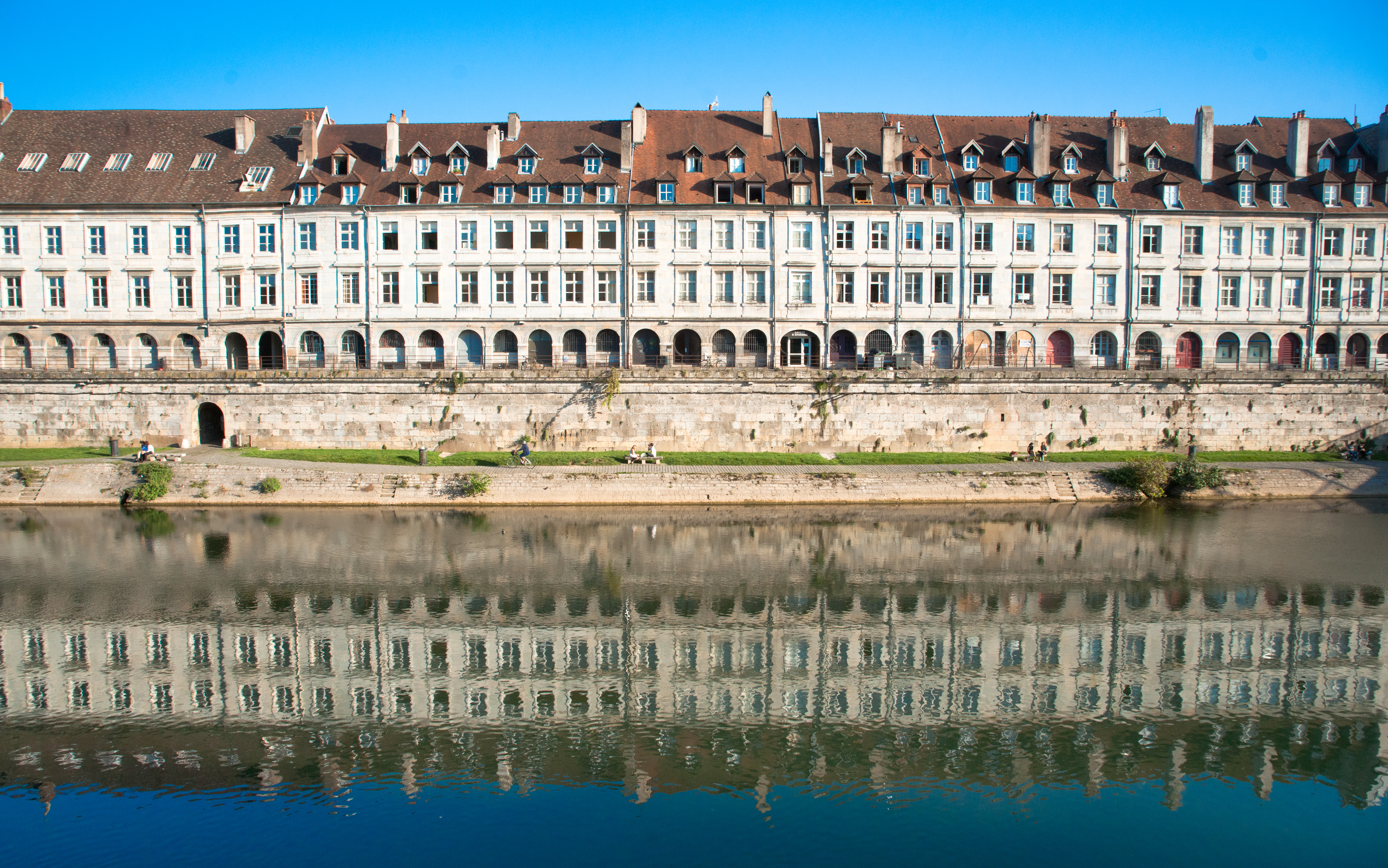
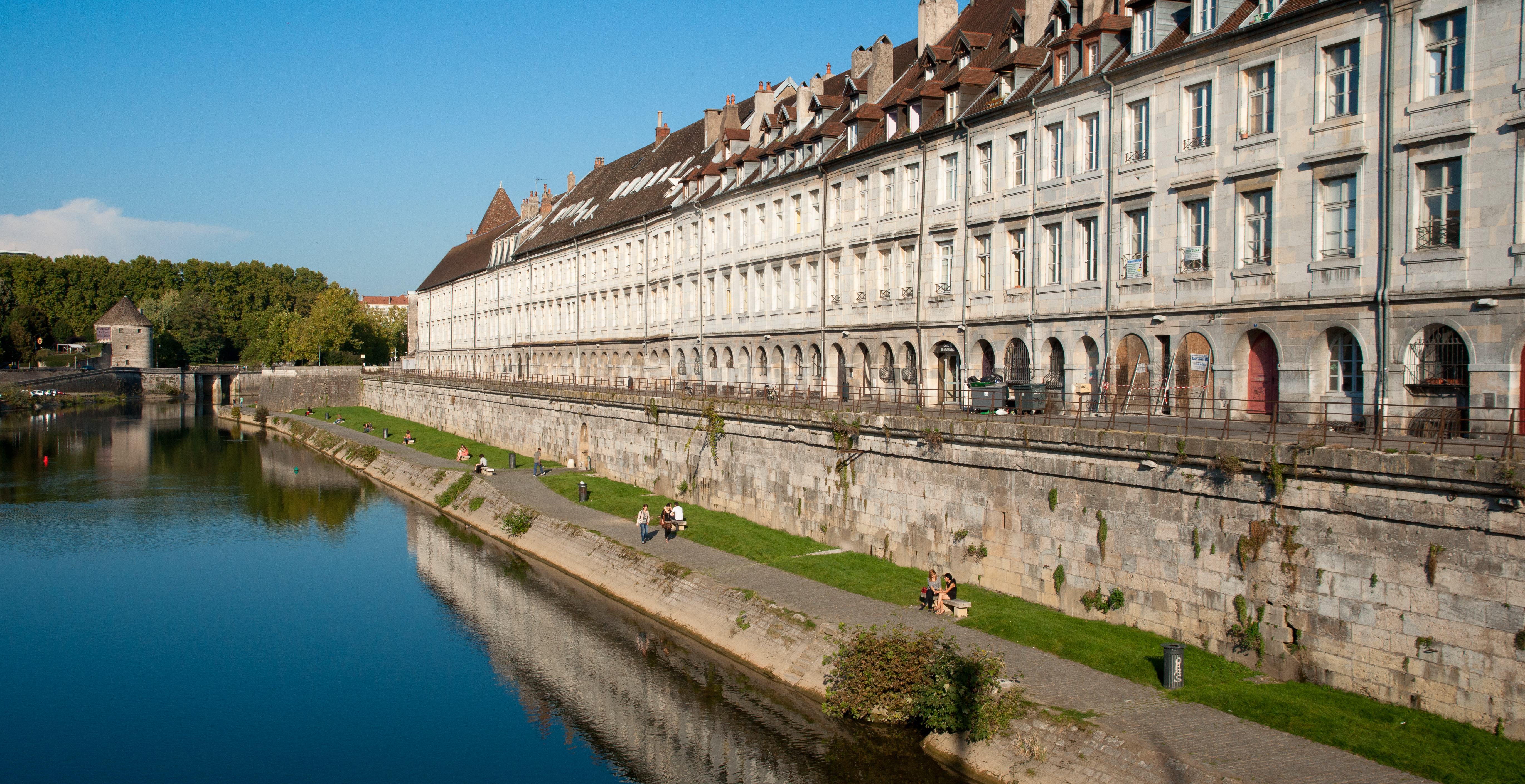

Le 26 décembre 1860 la municipalité crée dans ce bâtiment une école municipale de musique. En 1972 l'école d'art emménage à l'Institut supérieur des beaux-arts de Besançon Franche-Comté sur le Campus Universitaire de Besançon. En 1968 l'école de musique devient « Conservatoire National de Région pour la musique, la danse, et l'art dramatique », géré par Grand Besançon Métropole à partir de 2006. L'institution devenue Conservatoire à rayonnement régional de Besançon emménage en 2013 à la Cité des Arts. À la suite d'un appel d'offres pour l'aménagement des locaux en restaurant et/ou brasserie au rez-de-chaussée et bureaux et/ou logements dans les étages, le conseil municipal vend les lieux en 2016 à la société SMCI de Besançon pour 1,8 million d'euros, pour un projet de café-restaurant en coordination avec les travaux de réaménagement du musée des beaux-arts et d'archéologie de Besançon.

## Architecture
Le bâtiment est construit sur quatre niveaux, pour 2000 m2 de surfaces de plancher. Sa façade néo-classique en pierre de Chailluz typique de Besançon, présente un avant-corps surmonté d’un fronton triangulaire, orné d'une horloge mécanique, de la devise de Besançon « Utinam » (Plaise à Dieu, en latin), et autrefois des armoiries de Besançon. Les vantaux du portail de ce « grenier d'abondance » sont sculptés avec des motifs de corbeilles de fleurs et de fruits, épis de blé, représentation de Pomone, Proserpine, et Abondance, déesses latines des fruits, jardins, et de l’agriculture, qui font référence à l'importante capacité de réserve de blé du grenier, à une époque où la population craignait la famine, tout particulièrement durant les nombreuses périodes de guerre. 
La façade et la toiture font l’objet d’une inscription au titre des monuments historiques depuis le 28 juin 1929. Côté Doubs (rivière), la façade et la toiture, ainsi que la chaussée et le quai (quai Vauban) sont inscrits aux monuments historiques depuis le 16 septembre 1933.